# لزلی فرای
لسلی فرای (انگلیسی: Leslie Fry) یک فعال مسیحی و یهودستیزی بود که بیشتر معروفیت او به خاطر نوشتن کتاب آبها به سمت شرق می‌روند در سال ۱۹۳۱ است. او معتقد بود که یهودیان مسئول هر دو جنبش کاپیتالیسم و کمونیسم هستند و جنگ جهانی اول را شروع کردند. او معتقد بود در این امر فراماسونها نیز با آن‌ها همکاری کردند. او معتقد بود هدف تمامی این گروه‌ها ایجاد یک دولت جهانی مشابه آنچه در کتاب پروتوکل بزرگان صهیون است می‌باشد.

## زندگینامه
لسلی فرای در پاریس به دنیا آمد. او با یکی از افسران ارتش روسیه به نام فئودور ایوانویچ در سال ۱۹۰۶ ازدواج کرد. خانواده ایوانویچ از اشرافزادگان روسی بودند. در زمان انقلاب بلشویک همسر او فئودور توسط نیروهای بلشویک کشته شد. فئودور قبل از مرگش همسر و فرزندانش را از روسیه خارج کرد و آن‌ها از آنجا به اروپا، کانادا و نهایتاً ایالات متحده رفتند. او در ایالات متحده در جنبشهای راستگرا فعال شد و به خاطر ثروت خانوادگی به این جنبشها بسیار کمک می‌کرد.
او در سال ۱۹۲۰ با هنری فورد دیدار کرد و نسخه‌ای از کتاب پروتوکل بزرگان صهیون را به وی داد. او معتقد بود که پروتوکلها واقعی بوده و شرح تلاشهای یهودیان برای کنترل دنیا است. او به شدت با دولت روزولت مخالف بود و معتقد بود که دولت روزولت قانون اساسی آمریکا را لغو کرده و دولت را به صورت کامل در اختیار یهودیان قرار داده است.